# Show Your Bones
Albums de Yeah Yeah Yeahs
Fever to Tell It's Blitz!
Show Your Bones est un album de Yeah Yeah Yeahs sorti le 27 mars 2006.

## Titres de l’album
| No  | Titre                 | Durée |
| --- | --------------------- | ----- |
| 1.  | Gold lion             | 3:07  |
| 2.  | Way out               | 2:51  |
| 3.  | Fancy                 | 4:24  |
| 4.  | Phenomena             | 4:10  |
| 5.  | Honeybear             | 2:25  |
| 6.  | Cheated hearts        | 3:58  |
| 7.  | Dudley                | 3:41  |
| 8.  | Mysteries             | 2:35  |
| 9.  | Sweets                | 3:55  |
| 10. | Warrior               | 3:40  |
| 11. | Turn into             | 4:05  |
| 12. | Deja vu [bonus track] | 3:22  |